# PlayStation Home
（註冊商標：Home）是索尼電腦娛樂（SCE）於2005年發佈，提供給PlayStation 3用戶的一個網上社交平台，預定2008年第一季透過「PlayStation Store」採用免費下載方式發放給所有地方的用戶。2013年8月30日，索尼宣佈由 SCEJA 所管轄的 PlayStation Home 服務，將於2013年9月後停止日本區域新內容的上架、2014年3月後停止亞洲區域新內容的上架。2014年9月26日宣佈關閉範圍將會擴展至北美及歐洲地區，11月12日起停止推出各種新內容，下載內容的最後期限為12月3日。2015年3月31日PlayStation Home正式停止服务。

## 歷史
- 2007年3月8日，PLAYSTATION 3專用網上社交平臺「Home」正式發表。
- 2007年E3電玩展，索尼電腦娛樂宣佈「Home」將會於2007年10月10日推出。
- 2007年9月20日，索尼電腦娛樂宣佈「Home」將會延期至2008年第一季推出，原因是製作小組需要更多時間完善及進行本地化的工作。
- 2015年3月31日，PlayStation Home正式停止服务。

## 介面
《Home》將會預設在PlayStation 3主要目錄下"遊戲"及"網絡"的中間。

## 3D 虛擬世界
在《Home》之下，玩家可使用豐富的原件來打造屬於自己的 3D 虛擬分身，從性別、髮型、臉型、衣著、配件等都可以自由挑選。每個玩家都會擁有自己的家，打造自己的居家生活環境，改變家中的壁紙、家具等數之不盡的配置。虛擬分身和配置均可以透過「PlayStation Store」（PS Store）或透過特定的遊戲來下載擴充。
《Home》在最初啟動後，玩家將進入初始的中央大廳社交空間，透過 USB 鍵盤或藍牙耳機來與其他玩家進行文字語音閒聊、交友或約戰等。另外，玩家更可邀請其他好友玩家到自己家中舉辦虛擬派對，透過家中的電視或相框來分享主機中所儲存的影片與相片。包括服裝、配件以及家具等物件。

## 網上社交
《Home》提供了各種不同主題的區域，例如可與其他玩家一同遊玩保齡球、撞球、大型電玩等休閒遊戲的「Home 遊戲空間」，可欣賞電影、遊戲預告或玩家上傳影片的「Home 劇院」，以及像是「運動大廳」等供遊戲或非遊戲廠商自行建構玩家社群的主題區域，提供各式各樣的社交平台。

## 成就排名
《Home》提供了讓玩家展示各個連線模式進行的遊戲中所獲得成就的「榮譽殿堂」，玩家在連線模式進行的遊戲中獲得的成就將具體化為各種 3D 造型的動態戰利品，收集戰利品在自己專屬的榮譽殿堂中供玩家進行公開或私人的展示，或者將戰利品放置於自己的家作裝飾及擺設。

## 導覽
各種《Home》虛擬空間的導覽、功能與設定選項，都可透過「虛擬 PDA」的多媒體工作列來進行操作。

## 外部連結
- Playstation Home 日本官方網站（页面存档备份，存于）
- Playstation Home Beta網站（页面存档备份，存于）